# 유윤 (무녕군절도사)
유윤(劉贇, ? ~ 951년)은 오대십국 시대 후한의 황족이자 군인으로, 병주 태원 사람이다. 원래 이름은 유승윤(劉承贇)이었으나, 종형제인 2대 황제 유승우(은제)의 휘를 피하여 '승(承)' 자를 생략하고 유윤으로 개명하였다. 
건우(乾祐) 3년(950년) 11월, 곽위가 내란을 일으켜 황제 유승우가 전사하자, 태후의 조서를 받아 그 후계자가 되었다. 조서를 전할 때, 풍도의 홀(笏)이 땅에 떨어져서 사람들이 이를 나쁘게 여겼다고 한다.
얼마 지나지 않아 곽위가 장병들에 의해 옹립되어 황제가 되었고, 유윤은 개부의동삼사, 검교태사, 상주국에 임명되고 상음공(湘陰公)에 봉해진 뒤, 유폐되었다가 지병으로 사망하였다.

## 생애

### 가세(家世)
유승윤이 언제 태어났는지는 알려진 바 없다. 아버지 유숭(본명 유언숭. 훗날 북한의 초대 황제 유민)은 나중에 후한의 초대 황제(고조)가 되는 후진의 대장 유지원의 아우였다. 유승윤은 유숭의 장남으로, 어려서부터 지혜롭고 영리하였다고 한다. 이를 아낀 백부 유지원은 본인에게 유승훈(劉承訓)·유승우·유승훈(劉承勳) 등 세 명의 친생자가 있었음에도 불구하고, 유승윤을 총애하여 자신의 양자로 삼았다.

### 은제연간의 행적
건우 원년(948년),  무녕군(武寧軍, 본부는 지금의 강소성 서주시에 두었다)절도사 왕주가 재임 중 죽었다. 당시 양가사(兩街使)에 보직되어 있었던 좌금오위(左金吾衛)대장군 유승윤은 그의 후임으로 무녕군절도사에 임명되어 서주에 부임하였다.
건우 2년(949년), 무녕군절도사 유윤(은제의 휘를 피하여 유승윤에서 개명, 이하 유윤)은 의무군(義武軍, 본부는 지금의 하북성 보정시에 두었다)절도사 손방간과 함께 동중서문하평장사의 명예 재상 직함을 수여받았다.

## 가계
- 친아버지 : 유숭
- 친어머니 : 모(某)씨
- 양아버지 : 유지원
  - 본인 : 유윤
  - 아내 : 동(董)씨
    - 아들 : 유계문(劉繼文, 950년 ~ 981년)

## 참고 문헌
- 설거정 외, 《구오대사》
  - 권101 한서(漢書)3 은제본기(隱帝本紀) 上
  - 권102 한서(漢書)4 은제본기(隱帝本紀) 中
  - 권103 한서(漢書)5 은제본기(隱帝本紀) 下
  - 권105 한서(漢書)7 열전2 종실(宗室)
- 구양수 외, 《신오대사》
  - 권18 전(傳) 제6 한가인전(漢家人傳)
- 사마광, 《자치통감》
  - 권288 후한기(後漢紀)3
  - 권289 후한기(後漢紀)4
  - 권290 후주기(後周紀)1
- 호삼성, 《자치통감음주》
  - 권288 후한기(後漢紀)3
  - 권289 후한기(後漢紀)4
  - 권290 후주기(後周紀)1
- 오임신, 《십국춘추》
  - 권106 북한(北漢)3 열전
- 문수(文秀; 요나라의 승려), 《유계문 묘지명》

| 전임 왕주 | 무녕군절도사 948년 ~ 950년 | 후임 왕언초 |